# Verla
Verla – XIX-wieczna wieś na południu Finlandii, ok. 30 km od Kouvoli, lokalizacja zabytkowej fabryki obróbki drewna, masy papierowej, papieru i kartonu, która w 1996 została wpisana na listę dziedzictwa kulturowego UNESCO.

## Fabryka obróbki drewna i tektury

### Historia
Pierwsza fabryka obróbki drewna – inwestycja Hugo Neumana – stanęła w Verli w 1872 roku, lecz została zamknięta po pożarze w 1876 roku. 
Kolejny zakład został wybudowany przez przedsiębiorców zagranicznych (Austriaka – Gottlieba Kreidla i Niemca – Louisa Haenela) w 1882 roku, a głównym udziałowcem przedsięwzięcia był konsul z Wyborga Wilhelm Dippell. Drewniany budynek fabryki został zlokalizowany w bezpiecznej odległości od innych zabudowań drewnianych, tak by zminimalizować ryzyko pożaru. W 1885 roku ukończono budowę rezydencji dla właściciela fabryki a w 1886 siedemnastopokojowy hotel robotniczy. W 1892 po zniszczeniach po kolejnym pożarze, budynek suszarni został odbudowany przy zastosowaniu cegły czerwonej. Całość projektował brat właściciela fabryki Carl Eduard Dippell (1855–1912). W 1895 roku, kiedy wraz z rozwojem fabryki niezbędny był większy gmach tartaku, Carl Dippell zastosował nowatorskie rozwiązanie budowy – nad starym, drewnianym budynkiem nadbudował nowy, większy, ceglany, a potem stopniowo zastępował ściany starego podporami. W ten sposób budowa nie spowodowała zamknięcia produkcji, na co fabryka nie mogła sobie pozwolić.  
Po śmierci Wilhelma Dippella w 1906 roku, zakład w Verli został przekształcony w spółkę z ograniczoną odpowiedzialnością a w 1920 przejęty przez przedsiębiorstwo obróbki drewna Kissakoski. W 1922 udziały w zakładzie przejęła firma Kymi (obecnie UPM-Kymmene). Zakład został zamknięty 18 lipca 1964 po przejściu na emeryturę jego ostatnich pracowników. Przedsiębiorstwo Kymmene zdecydowało o zachowaniu kompleksu fabrycznego i założeniu muzeum dziedzictwa przemysłowego.  

### Architektura
Zabudowania zakładu utrzymane są w stylu neogotyckim, lecz opierają się na nowoczesnych jak na owe czasy rozwiązaniach materiałowych, np. do umocnienia podłóg fabrycznych zastosowano żelbet. Kompleks fabryczny obejmuje następujące zabudowania:
Rezydencja właściciela fabryki (1885) – drewniany gmach o bogatej ornamentyce, stylu powszechnym w Finlandii od lat 60. XIX wieku; w 1898 dobudowano dwupiętrową więżę, a wokół rezydencji powstał ogród
Suszarnia (1893) – czteropiętrowy budynek z czerwonej cegły w stylu neogotyckim o reprezentacyjnym froncie widocznym od strony rzeki i drogi
Tartak (1895) – budynek z czerwonej cegły w stylu neogotyckim
Magazyn (1902) – budynek z lekkiej cegły skaleniowej z Rakkolanjoki

## Malowidła naskalne
Na wschód od kompleksu, na nadrzecznych skałach znajdują się prehistoryczne malowidła przedstawiające osiem łosi, trzy figury ludzkie i motywy geometryczne. Wiek rysunków datowany jest na ok. 6000 lat.